# طرق تأثير السموم
طريقة التأثير السّمي  هي مجموعة من العلامات الفسيولوجية والسلوكية التي تميز نوعا من الاستجابة البيولوجية العكسية . لا يجب الخلط بين طريقة التأثير وآلية التأثير التي تعود إلى الخطوات الكيميائية الحيوية التي تحدد طريقة التأثير المطروحة. طرق التأثير مهمة، فهي أدوات تستخدم بشكل واسع في علم السموم الايكولوجية وعلم السموم المائية لأنهم يصنفون السموم والملوثات بالاعتماد على نوع تأثيرهم السمّيّ. هناك طريقتان رئيسيتان لطريقة تأثير السموم: مواد سمية غير متخصصة ومواد سمية متخصصة. المواد السمية غير المتخصصة هي تلك التي تنتج أثرًا تخديريًا، المواد السمية المتخصصة هي المواد غير المخدرة وهذا ينتج تأثيرًا خاصًا على الموقع الهدف المتخصص.

## الأنواع

### غير المتخصص
طرق التأثير السمية غير المتخصصة ينتج عنها التخدير، لذلك يُعتبر التخدير نوعًا من التأثير السمي. يعرّف التخدير على أنه احماد عام في النشاط البيولوجي نظرًا لوجود مركبات سميّة في الكائن الحي . الموقع الهدف وآلية عمل التأثير السمي التي يؤثر بها التخدير على الكائن الحي ما زالت غير واضحة، لكن هناك فرضيات تدعم أنّه يظهر من خلال تغييرات في تركيب الغشاء الخلوي على موقع معين في الغشاء، مثل طبقاتالدهون أو البروتينات المرتبطة بالغشاء. بالرغم من ذلك التعرض المستمر للمواد السمية المخدرة قد تقود للموت. في حال توقف التعرض للمادة السمية، التخدير يمكن أن يصبح عكسيّا.

### المتخصص
المواد السمية التي عند تراكيز منخفضة تغير أو تثبط بعض العمليات الحيوية عن طريق الارتباط على موقع معين أو جزيء يمتلك تأثيرًا سميّا خاصًا، مع ذلك، عند تراكيز عالية بما فيه الكفاية، المواد السمية ذات التأثير المتخصص يمكن أن تنتج أثرًا مخدّرا والذي من المحتمل أو غير المحتمل أن يكون عكسيّا . ومع ذلك، فإن التأثير المتخصص للمواد السمية المتخصص يتم ظهوره في البداية لأنه يحتاج لتراكيز منخفضة .
هناك عدة أنواع من طرق التأثير المتخصص للتأثير السمّي :

### الفسفرة المؤكسدة غير المزدوجة
تتضمن المواد السمية التي لا تزدوج الطريقتين اللّتَين تحدثان في الفسفرة المؤكسدة : نقل الالكترونات وإنتاج أدينوسين ثلاثي الفوسفات (ATP).

### المثبطات
أستيل كولين استيريز 
استيل كولين استيريز هو إنزيم يرتبط بمنطقة التشابك العصبي والذي يختص بتنظيم الاشارات العصبية عن طريق تحطيم الناقل العصبي أستيل كولين. عندما ترتبط المواد السمية بأستيل كولين استيريز، تعمل هذه المواد على إيقاف تحطيم أستيل كولين. هذا ينتج عنه اشارات عصبية مستمرة عبر مناطق التشابك العصبي، والذي ينتج عنه تدمير الجهاز العصبي تدريجيا. من الأمثلة على مثبطات إنزيم استيل كولين استيريز : فوسفات العضوي والكاربامات وهي مركبات توجد في المبيدات الحشرية (انظر مثبطات استيل كولين استريز ).

### المهيجات
```
هي عبارة عن مركبات 
كيميائية
 تسبب أثر التهابي على النسيج الحي من خلال التأثير الكيميائي في منطقة التلامس. التأثير الناتج من المهيجات زيادة في حجم الخلايا نظرا للتغير في القياس ( تضخم في حجم 
النسيج
) أو زيادة غي عدد 
الخلايا
 ( تضخم في كمية النسيج ) . من الأمثلة على المهيجات : بنزيل ألدهايد، أكرولين، سلفات الزنك، والكلور.
```

### عوامل مهاجمة الجهاز العصبي المركزي
عوامل مهاجمة الجهاز العصبي المركزي تعمل على تثبيط الإشارات الخلوية عن طريق التأثير كمثبطات للمستقبِل . ينتج عن هذه المواد تثبيطًا للاستجابات البيولوجية . من الأمثلة على عوامل مهاجمة الجهاز العصبي المركزي : الكلور العضوي في المبيدات الحشرية .
- المثبطات التنفسية : عبارة عن مواد سمية تؤثر على التنفس عن طريق التعارض مع سلسلة نقل الإلكترون في الميتوكندريا .من الأمثلة على المثبطات التنفسية : روتينون والسيانيد.

### التحديد
العمل المتميز لتحديد الفئات الرئيسية لطرق التأثير السمي (انظر الوصف في الأعلى) تمّ تنظيمه من خلال باحثين في وكالة الحماية البيئية الأمريكية، في مختبرات دولوث باستخدام الأسماك السبب الذي دعاهم إلى تسمية الفئات بمتلازمة السمك السام الحادة. اعتمدوا في فرضيتهم على الاستجابات الفسيولوجية والسلوكية للأسماك عند تعريضهم لاختبارات السمية، مثل الانشطة الحركية، لون الجسم، التنفس، معدل السعال، معدل نبض القلب، وعوامل أخرى. لقد تمّ الاعتقاد أنه يمكن تقدير طرق التأثير السمي عن طريق تطوير منظومة معلومات بالاعتماد على البقايا الفعلية لجسم الكائن الحي (CBR). تعرف البقايا الفعلية للجسم ( CBR) على أنها التركيز للمادة الكيميائية المسؤولة عن الاستجابة البيولوجية العكسية في جسم الكائن الحي كاملا ويتم تقديرها باستخدام عامل التجزئة وعامل التركيز البيولوجي. بقايا جسم الكائن الحي تُعتبر هي التقريبات الأولية لكمية المواد الكيميائية في موقع / مواقع التأثير السمي. بسبب ظهور العديد من طرق التأثير السمي المرتبطة بمعدلات مختلفة من بقايا الجسم الفعلية، تمّ بعد ذلك فصل طرق التأثير السمي إلى فئات، ولأنه من غير المرجح أنه لكل مركب كيميائي طريقة التأثير السمي نفسها في كل كائن حي، لذلك يجب أن يؤخذ هذا التباين بعين الاعتبار. كما أن تأثير مخلوط السمية يجب أن يؤخذ بعين الاعتبار. فمزج السمية يتم إضافته بشكل عام، فالمواد الكيميائية التي تمتلك أكثر من طريقة للتأثير قد تساهم في السمية.
النمذجة هي طريقة متداولة لتوقع طريقة التأثير السمي للمواد والتي تمّ اعتمادها في العقد الأخير. اعتمدت النماذج على الهيكل العددي بالنسبة - العلاقة في النشاط (QSARs) وهي عبارة عن نماذج رياضية تنسب النشاط البيولوجي للجزيئات إلى شكلها الكيميائي ومقابلة المركب الكيميائي مع خصائصه الفيزيوكيميائية. QSARs يتم استخدامها في توقع التأثير السمي لمركب مجهول عن طريق مقارنة ملف خصائصه السمية والتركيب الكيميائي بمركبات ذات طرق سمية وتركيب كيميائي معلومان (تستخدم كمراجع). روسُم وفريقه من أوائل الباحثين الذين صنفوا طرق تأثير المواد السمية باستخدام QSARs، قاموا بتصنيف 600 مركب على أنهم من المخدرات، لذلك فإن QSARs طريقة مفيدة لتوقع تأثير المواد السمية. المواد الكيميائية التي تمتلك طرقا متعددة للتأثير السمي تبقى غامضة بالنسبة ل QSARs .لهذا السبب يتم تطوير هذه النماذج بشكل مستمر.

## التطبيقات
الهدف من تقييم المخاطر البيئية هو حماية البيئة من التأثيرات العكسية. قام الباحثون بتطوير المزيد من نماذج QSARs لأقصى هدف لتقديم موقع واضح لطريقة التأثير السمي. لكن عن ماذا سيكون لموقع الهدف الفعلي، تركيز المركب الكيميائي في الموقع الهدف، والتفاعل في الموقع الهدف، وتوقع طريقة التأثير السمي في المخاليط، وللفحوصات التطورية لتقييم المخاليط المعقدة.

## التنظيم
الدمج بين الاستجابات السلوكية والفسيولوجية، تقديرات CBR، والمصير الكيميائي ونماذج QSAR يمكن جميعها أن تكون أداة تنظيمية قوية لتحديد التلوث والسمية في مناطق طرح الملوثات .